# Resina de Merrifield

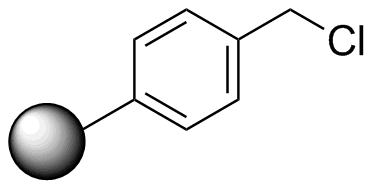
Resina de Merrifield

La resina de Merrifield es una resina de poliestireno reticulada que contiene un grupo funcional de clorometilo. La resina de Merrifield lleva el nombre de su inventor, Robert Bruce Merrifield (Ganador del Premio Nobel de Química en 1984), y se utiliza en síntesis en fase sólida.  Estas perlas pueden hincharse en disolventes adecuados (acetato de etilo, DMF, DMSO), lo que permite que los reactivos sustituyan a los sustitutos del cloruro.
La resina de Merrifield puede ser preparada por clorometilación de poliestireno o por la copolimerización de estireno y 4-vinylbenzyl cloruro.